# 福岡市立香椎第1中学校
福岡市立香椎第1中学校（ふくおかしりつかしいだいいちちゅうがっこう）は、福岡県福岡市東区千早三丁目にある公立中学校。略称は「1中（いっちゅう）」または「香椎第1中（かしいだいいちちゅう）」、「第1中（だいいちちゅう）」。

## 沿革
- 1947年4月 - 糟屋郡香椎町立香椎中学校として開校。
- 1955年2月 - 香椎町の福岡市編入に伴い、福岡市立香椎中学校と校名を変更。
- 1957年10月 - 放送施設完成。
- 1965年1月 - 体育館兼講堂完成。
- 1971年8月 - 校庭夜間照明完成。
- 1972年
  - 4月 - 福岡市立香椎第2中学校の分離に伴い、福岡市立香椎第1中学校と校名を変更。
  - 9月 - プール完成。
- 1973年7月 - 学校給食受所完成、学校給食開始。
- 1974年4月 - 特殊学級設置。
- 1979年5月 - 現体育館兼講堂完成。
- 1984年4月 - 福岡市立城香中学校分離。
- 1986年4月 -  柔剣道場完成。
- 1989年5月 - 校地・校舎を全面改修。
- 1994年
  - 3月 - パソコン教室設置。
  - 4月 - 北門完成。
- 1995年10月 - 校訓「英知・友愛・自立」決定。
- 2002年 - 校舎大規模改修工事完了。

## 年間行事
- 入学式
- 体育大会
- 修学旅行
- 卒業式

## 部活動
- 運動系部活動
  - 野球部
  - 女子バレーボール部
  - サッカー部
  - 男子卓球部
  - 女子卓球部
  - 男子剣道部
  - 女子剣道部
  - 男子テニス部
  - 女子テニス部
  - 男子バスケットボール部
  - 女子バスケットボール部
  - 新体操部
- 文化系部活動
  - 吹奏楽部
  - 放送部
  - 美術部

## 通学区域
- 福岡市立千早小学校の校区[1]
  - 千早三丁目（1番、2番、5番〜13番）
  - 千早四丁目
  - 千早五丁目
  - 千早六丁目
  - 香椎団地全域
- 福岡市立千早西小学校の校区
  - 千早一丁目
  - 千早二丁目
  - 千早三丁目（3番、4番）
  - 香椎浜一丁目（1番、3番〜5番）
- 福岡市立香陵小学校の校区
  - 香椎浜一丁目（2番、6番〜9番）
  - 香椎浜四丁目

## 交通
すぐ東を国道3号、西を福岡高速道路1号線が南北に走る。最寄りの鉄道駅は千早駅。

## 学校周辺
- 福岡市立千早小学校 - 市道を挟んで東に隣接。
- 福岡東郵便局 - 市道を挟んで西に隣接。
- イオンモール香椎浜
- エディオンアウトレット千早東店
- ガーデンズ千早

## 著名な出身者
- 大隅良典（ノーベル生理学・医学賞）
- 髙木マーガレット（フリーアナウンサー　元静岡放送アナウンサー）
- 川床明日香（女優・元ニコラモデル）
- 上田泰己　(東京大学医学系研究科　教授)